# Amphipoea obsoleta
Amphipoea obsoleta är en fjärilsart som beskrevs av Richardson 1952. Amphipoea obsoleta ingår i släktet Amphipoea och familjen nattflyn. Inga underarter finns listade i Catalogue of Life.